# 184 (số)
184 (một trăm tám mươi bốn) là một số tự nhiên ngay sau 183 và ngay trước 185.